# Mathieu Duguay
Pour les articles homonymes, voir Duguay.
Mathieu Duguay est un musicien canadien originaire de Lamèque, au Nouveau-Brunswick. Il est le fondateur du Festival international de musique baroque de Lamèque. Il est l'un des rares clavecinistes acadiens et dirige sa propre école de musique ainsi que le Chœur de la Mission Saint-Charles.

## Distinctions
- Doctorat honoris causa (musique) Université de Moncton, mai 1993
- Membre de l'Ordre du Canada (1994)[1]
- Chevalier de l'ordre de la Pléiade 2000)
- Membre de l’Ordre du Nouveau-Brunswick (2003)